# Penelopeia
Penelopeia — рід квіткових рослин родини гарбузових. Він включає два види, що походять з о. Гаїті.
- Penelopeia sphaerica (Alain) H.Schaef. & S.S.Renner
- Penelopeia suburceolata (Cogn.) Urb.